# La Renaissance
"La Renaissance" (tiếng Sango: E Zingo) là quốc ca của Cộng hòa Trung Phi. Nó được thông qua sau khi nước cộng hòa giành độc lập vào năm 1960. Lời được viết bởi Thủ tướng Barthélémy Boganda. Bản nhạc được sáng tác bởi nhà soạn nhạc người Pháp Herbert Pepper, người cũng đã sáng tác quốc ca của Senegal, "Pincez Tous vos Koras, Frappez les Balafons". Bài hát cũng là quốc ca của Đế quốc Trung Phi.

## Lời
| Tiếng Pháp | Tiếng Sango | Tiếng Việt |
| --- | --- | --- |
| Ô Centrafrique, ô berceau des Bantous ! Reprends ton droit au respect, à la vie ! Longtemps soumis, longtemps brimé par tous, Mais de ce jour brisant la tyrannie. Dans le travail, l'ordre et la dignité, Tu reconquiers ton droit, ton unité, Et pour franchir cette étape nouvelle, De nos ancêtres la voix nous appelle. Chorus: Au travail dans l'ordre et la dignité, Dans le respect du droit dans l'unité, Brisant la misère et la tyrannie, Brandissant l'étendard de la Patrie. | Bêafrîka, mbeso tî âBantu Kîri mo gbû gîgî tî mo-mvenî Mo bâa pâsi na gbe tî âzo kûê Me fadësô, mo ke na kürü gô Mo sö benda, mo bûngbi kûê ôko Na kusâra ngâ na nëngö-terê Tî tö ndâ tî finî dutï tî ë sô E mä gbegô tî_âkötarä tî ë Chorus: E gbû kua nzönî na nëngö-terê E kpë ndiä nzönî na mängö-terê E kinda wasïöbê, ë tomba pâsi E yâa bandêra tî ködrö tî ë! | Ôi! Trung Phi, cái nôi của người Bantu! Hãy giành lại quyền được tôn trọng, quyền sống của bạn! Đã lâu bị khuất phục, bị kẻ thù khinh bỉ từ lâu, Nhưng, kể từ hôm nay, phá vỡ sự nắm giữ của chế độ chuyên chế. Thông qua lao động, trật tự và phẩm giá Bạn giành lại quyền của mình, sự thống nhất của bạn, Và để thực hiện bước tiến này Tiếng gọi của tổ tiên hiệu triệu chúng ta. Điệp khúc: Lao động! Trong trật tự và phẩm giá, Vì quyền lợi và sự thống nhất, Phá bỏ đói nghèo và chuyên chế, Giương cao ngọn cờ của Tổ quốc. |